# Bahram II.

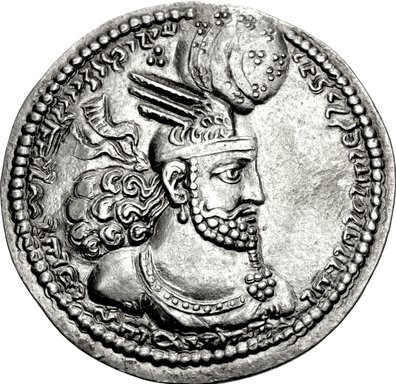
Münze mit dem Bildnis Bahrams II. (mit Krone)

Bahram II. (auch Vahram oder Varahran; † 293) war von 276 bis 293 König des Sassanidenreiches. Seine siebzehnjährige Regierungszeit war geprägt von außen- und innenpolitischen Konflikten.

## Leben

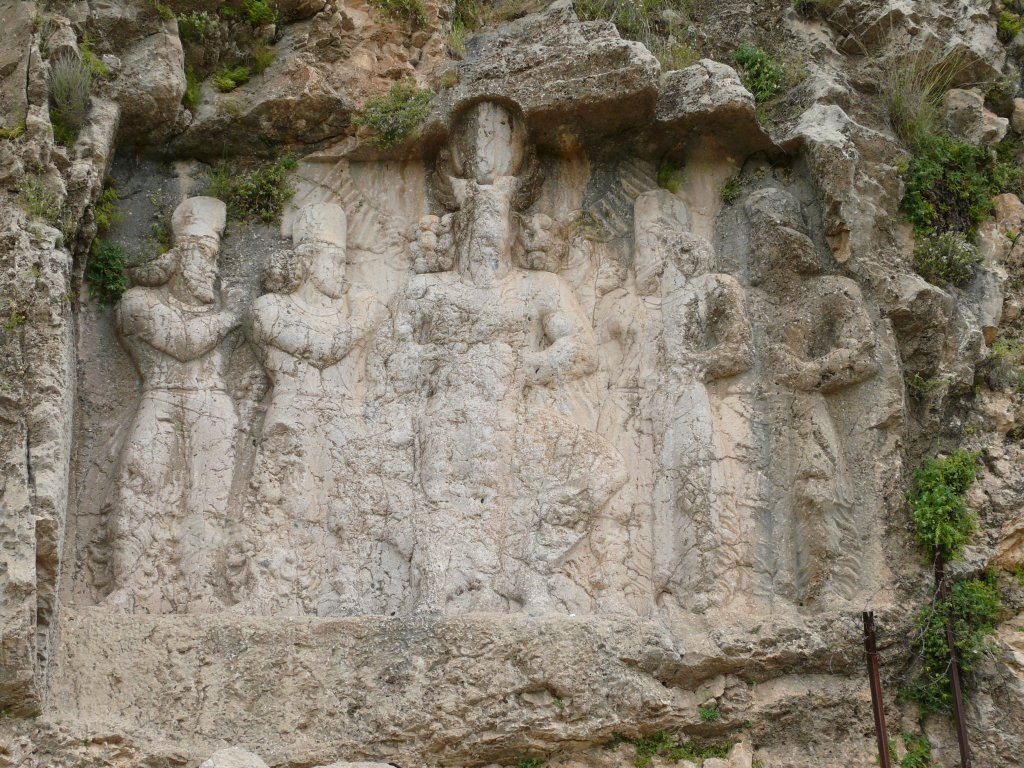
Relief von Sarab-e Bahram

Über Bahrams Leben berichten mehrere verstreute Quellen, keine von ihnen bietet aber eine detaillierte Darstellung. So sind über seine Zeit als Kronprinz kaum Informationen überliefert. Nach dem Tod seines Vaters Bahram I. folgte Bahram (im Schahname auch Bahrām-i Bahrām genannt und benannt nach einer der höchsten Gottheiten des Zoroastrismus) ihm aber offenbar problemlos als Großkönig nach.
In der Regierungszeit Bahrams II. kam es zu einer engen Verzahnung von Staat und zoroastrischem Klerus, wobei besonders der Mobad (Priester) Kartir offenbar großen Einfluss auf den jungen Bahram ausübte. So heißt es auf einer Inschrift:

„Karder (Kartir), der Erlöser der Seele Varehrans (Bahrams).“

Kartir wurde schließlich von Bahram, der eine besondere Verehrung seiner Namensgottheit an den Tag legte, zum obersten Richter ernannt und in den Adelsrang erhoben, Christen und Manichäer wurden verfolgt. Die außerordentliche Machtfülle, die Bahram Kartir verlieh, ist möglicherweise auf die Vernachlässigung der Regierungsgeschäfte seitens Bahrams zurückzuführen, vielleicht aber auch auf seine Unerfahrenheit. Allerdings wurde die enge Verknüpfung von Staat und Religion bereits unter König Narseh (293–302) wieder weitgehend gelockert.

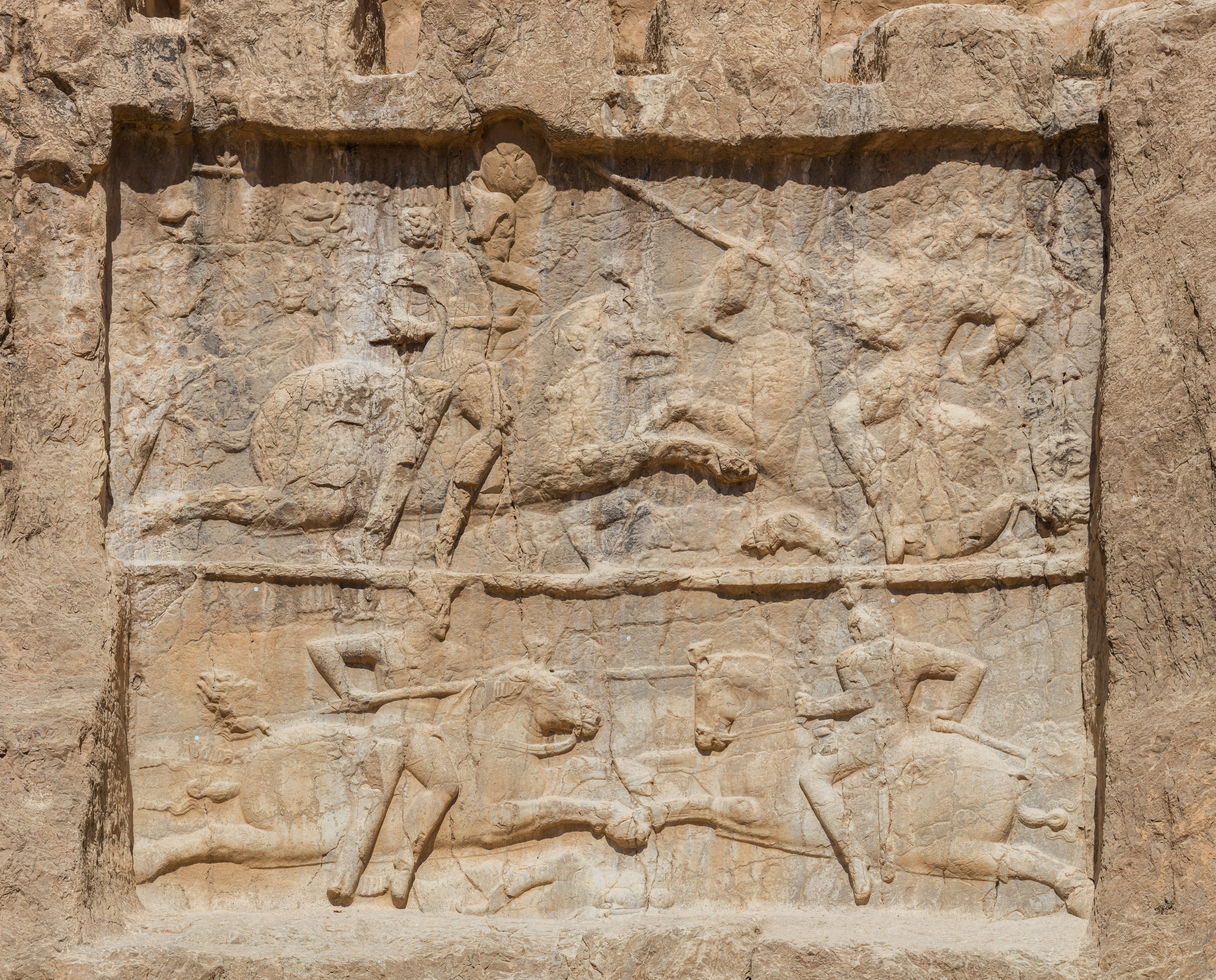
Relief Bahrams II., Naqsh-e Rostam

Außenpolitisch musste sich Bahram im Westen gegen die Römer behaupten, die unter Kaiser Carus 283 in Mesopotamien einfielen, wobei sie sich offenbar Unruhen in Persien zunutze machten. Der Tod des Carus Ende Juli 283 verhinderte den weiteren Vormarsch der Römer, die auch die persische Hauptstadt Ktesiphon eingenommen hatten, deren weitere Vorstöße nach Osten erfolglos waren. Mit Carus’ Nachfolger Diokletian konnte Bahram jedoch einen Friedensvertrag aushandeln.
Im Osten hatte sich zudem ein gewisser Hormizd erhoben, wahrscheinlich ein Bruder Bahrams, wobei er Unterstützung von den Saken und den Kuschan erhielt. Diese Rebellion währte wohl mehrere Jahre und band erhebliche Kräfte. Es spricht einiges dafür, dass diese Krisenzeit das Reich erheblich geschwächt hat, was die Römer auszunutzen versuchten. Bahram konnte die Rebellion aber schließlich niederschlagen und seinen Sohn Bahram III. als „König der Saken“ im Osten einsetzen.

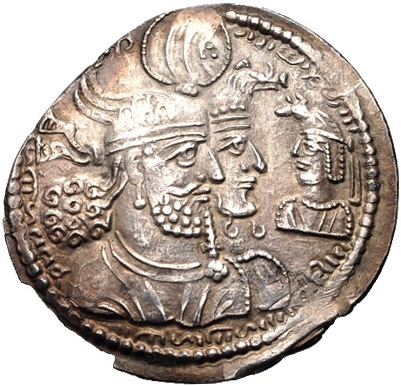
Bahram II., seine Frau und Bahram III.

Erwähnenswert ist der Aufschwung, den die sassanidische Kunst in Bahrams Regierungszeit nahm, was unter anderem an den Münzbildern abzulesen ist. Auch auf Felsreliefs – kein Sassanidenkönig hinterließ mehr Reliefs als er – wurde der König und sein Hof eindrucksvoll verewigt, etwa am Felsen von Sar Maschhad südlich von Bischapur, wo er sich als Jäger darstellen ließ.
Seine Nachfolge trat sein Sohn Bahram III. an, der aber nur wenige Monate regierte, bevor sein Großonkel Narseh, der jüngste Sohn Schapurs I., von einer Adelspartei zum Großkönig erhoben wurde und Bahram III. in einem kurzen Bürgerkrieg besiegte.